# Cykl demoniczny
Cykl demoniczny – seria powieści fantasy autorstwa Petera V. Bretta. Jej akcja toczy się w fantastycznym świecie, w którym nocą grasują demony, zwane też otchłańcami, atakujące i mordujące ludzi. Ochronę przed nimi zapewniają jedynie runiczne kręgi i magiczne artefakty. Na cykl składa się: pięć powieści wydanych (w Polsce obejmujące po dwie księgi każda), a także jedna powieść samodzielna (poza cyklem) oraz trzy opowiadania. Seria została przetłumaczona na liczne języki obce.

## Książki w serii

### Główna seria
| Numer w serii | Polski tytuł                   | Oryginalny tytuł | Oryginalny nr ISBN     | Polski nr ISBN         | Data wydania oryginalnego | Data wydania polskiego |
| ------------- | ------------------------------ | ---------------- | ---------------------- | ---------------------- | ------------------------- | ---------------------- |
| 1             | Malowany człowiek. księga I    | The Warded Man   | ISBN 978-0-345-50380-0 | ISBN 978-83-7574-057-8 | sierpień 2008             | grudzień 2008          |
| 1             | Malowany człowiek. księga II   | The Warded Man   | ISBN 978-0-345-50380-0 | ISBN 978-83-7574-463-7 | sierpień 2008             | luty 2009              |
| 2             | Pustynna włócznia. księga I    | The Desert Spear | ISBN 978-0-345-50381-7 | ISBN 978-83-7574-268-8 | styczeń 2010              | 18 czerwca 2010        |
| 2             | Pustynna włócznia. księga II   | The Desert Spear | ISBN 978-0-345-50381-7 | ISBN 978-83-7574-272-5 | styczeń 2010              | 6 sierpnia 2010        |
| 3             | Wojna w blasku dnia, księga I  | The Daylight War | ISBN 978-0-345-50382-4 | ISBN 978-83-7574-850-5 | 12 lutego 2013            | 3 kwietnia 2013        |
| 3             | Wojna w blasku dnia, księga II | The Daylight War | ISBN 978-0-345-50382-4 | ISBN 978-83-7574-854-3 | 12 lutego 2013            | 24 czerwca 2013        |
| 4             | Tron z czaszek, księga I       | The Skull Throne | ISBN 978-0-345-53148-3 | ISBN 978-83-7964-068-3 | 31 marca 2015             | 26 czerwca 2015        |
| 4             | Tron z czaszek, księga II      | The Skull Throne | ISBN 978-0-345-53148-3 | ISBN 978-83-7964-069-0 | 31 marca 2015             | 16 października 2015   |
| 5             | Otchłań, księga I              | The Core         | ISBN 978-0-345-53150-6 | ISBN 978-83-7964-297-7 | 9 maja 2018               | 31 stycznia 2018       |
| 5             | Otchłań, księga II             | The Core         | ISBN 978-0-345-53150-6 | ISBN 978-83-7964-298-4 | 9 maja 2018               | 9 maja 2018            |

### Teksty poboczne
| Numer w serii | Polski tytuł           | Oryginalny tytuł                   | Oryginalny nr ISBN     | Polski nr ISBN         | Data wydania oryginalnego | Data wydania polskiego |
| ------------- | ---------------------- | ---------------------------------- | ---------------------- | ---------------------- | ------------------------- | ---------------------- |
| 1.5           | Złoto Brayana          | Brayan's Gold                      | ISBN 978-1-59606-363-1 | ISBN 978-83-7964-014-0 | 2011                      | 12 września 2014       |
| 1.6           | Wielki bazar           | The Great Bazaar and Other Stories | ISBN 978-1-59606-289-4 | ISBN 978-83-7964-014-0 | 2010                      | 12 września 2014       |
| 3.5           | Dziedzictwo posłańca   | Messenger’s Legacy                 | ISBN 978-1-59606-698-4 | ISBN 978-83-7964-344-8 | 30 listopada 2014         | 22 sierpnia 2018       |
| 5.5           | Selia zwana Wyschniętą | Barren                             | ISBN 978-0-06-274062-5 | ISBN 978-83-7964-344-8 | 25 września 2018          | 22 sierpnia 2018       |

## Ekranizacja
Cykl demoniczny ma zostać zekranizowany przez hollywoodzkiego reżysera Paula W.S. Andersona i producenta Jeremy'ego Bolt. Duet ten współpracował wcześniej przy serii filmów Resident Evil.